# Walram II de Fauquemont
Walram II de Valkenburg ou Walram II de Fauquemont (1254 - entre 1er août et 20 octobre 1302), le plus souvent évoqué par Walram Le Roux (en néerlandais, il est surnommé Walram de Rosse où de Rosse signifie Le Rouge mais plus particulièrement appliqué à la couleur de cheveux d’où Le Roux) et aussi appelé Waleran de Valkenburg, est un chevalier noble du Moyen-Âge de la Maison Valkenburg-Heinsberg. Il fut entre autres, seigneur de Fauquemont et Montjoie (en allemand : Monschau).

## Ebauche biographique
Outre Fauquemont et Montjoie, Walram était également propriétaire de Sittard, Arrancy-sur-Crusne et Marville.
Les nombreuses guerres que le père de Walram, Thierry II de Valkenburg, avait menées ont laissé de grandes dettes en héritage. Arrancy et Marville étant isolées, ces deux actifs étaient éligibles à la vente afin de remettre de l'ordre dans la situation financière. Walram a contacté son oncle, le comte Henri V de Luxembourg pour cela. Cependant, de grandes difficultés sont apparues autour de cette vente. Par exemple, Thiébaut Ier de Bar, parent par le sang de la grand-mère de Walram (Elisabeth de Bar († 1262)), était contre cette transaction.
Cependant le 2 avril 1271, Walram a été indemnisé. Il a reçu les cités de Saint-Vith, Amel et Neundorf.
Vers 1280, Walram est devenu schout (sorte de bailli) d'Aix-la-Chapelle.
Sous Walram, le village de Fauquemont s'est tant développé qu'il a été possible d'ériger sa propre église. Elle est désignée alors par "ecclesia castris", église du château ou de la fortification. On pense qu'un édifice religieux, prédécesseur de l'actuelle Eglise Saint-Nicolas-et-Barbara (nl), a été construit ensuite.
La guerre de succession du Limbourg, qui a eu lieu entre 1283 et 1288 et a touché tous les seigneurs, du Brabant au Rhin, a également largement déterminé la vie de Walram et également, l'avenir des terres de Fauquemont.
Walram était dans une position désagréable à plusieurs égards dans ce conflit. Par exemple, il était candidat à la succession en raison de son affinité limbourgeoise, mais ne voulait pas contrecarrer son beau-frère, Renaud Ier de Gueldre, plus puissant, dans ses ambitions. De plus, en tant que seigneur de Fauquemont, Walram était lige d'un certain nombre de fiefs dans le Brabant, et le duc de Brabant, Jean Ier de Brabant, comme Renaud, s'attaqua au titre de duc. Les comtes de Luxembourg considéraient également le Limbourg comme une extension intéressante à leur propre territoire.
Walram s'est rangé du côté de Renaud Ier de Gueldre, et pour pouvoir chevaucher honorablement avec lui, Walram le fait sous la bannière de Montjoie.
Le 5 juin 1288, le différend fut tranché avec la bataille de Worringen, où l'alliance brabançonne rencontre l'alliance de Gueldre, à laquelle appartenait Walram. Mais celle-ci est vaincue. Pour Fauquemont, la conséquence de cette défaite fut que le Brabant prit une position dominante en Pays d'Outremeuse et dans le Duché de Limbourg. Cela accrut la pression de la politique d'expansion du Brabant sur Fauquemont. Comme Renaud avait été fait prisonnier lors de la bataille, Walram prit la gestion de la Gueldre pour Guy de Flandre, ce dernier ayant fait main basse sur la province durant la captivité de Renaud.
Walram était l'un des chevaliers les plus combatifs de son époque. L'historien Jan van Heelu (en), par exemple, loue les actes et la bravoure de la bataille de Worringen. C'est aussi de cette manière que ses actions au siège de Vendôme sont discutées.
Walram aurait tenté de capturer le duc de Vendôme en le mettant sur son cheval devant lui et en s'enfuyant. Quand il s'est avéré que Walram ne pouvait pas s'échapper face aux troupes françaises avec ce poids supplémentaire (le duc), il s’en débarrassa en le jetant dans les douves de la ville, où il s'est noyé.
Walram est décédé entre le 1er août et le 20 octobre 1302. Selon la tradition, il a été enterré dans la grande église Saint-Pierre de Sittard.

## Mariage et descendance
Walram s'est marié avant le 30 mai 1275 avec Philippe de Gueldre, sœur du comte Renaud Ier de Gueldre, fille d'Otton II de Gueldre et Philippine de Dammartin († 1279). Renaud offre au jeune couple la ville de Susteren avec Dieteren comme cadeau de mariage.
Walram et Philippa ont eu 4 enfants :
- Thierry III de Valkenburg ;
- Reinoud van Valkenburg : Père de Jean de Fauquemont (van Valkenburg) ;
- Jean de Valkenburg et Born (ou Jan van Valkenburg en Born), seigneur de Born ;
- Élisabeth, qui sera mariée à Simon II de Sponheim (vers 1270-vers 1336) en 1293.

## Postérité
Il est cité par Jacques Bretel dans son poème Le Tournoi de Chauvency.